# ブリリアントグリーン (色素)
ブリリアントグリーン（英：Brilliant green、zelyonkaまたはzelenkaとも呼ばれる）は、トリアリールメタン系色素のひとつである。マラカイトグリーンに類似する。

## 用途

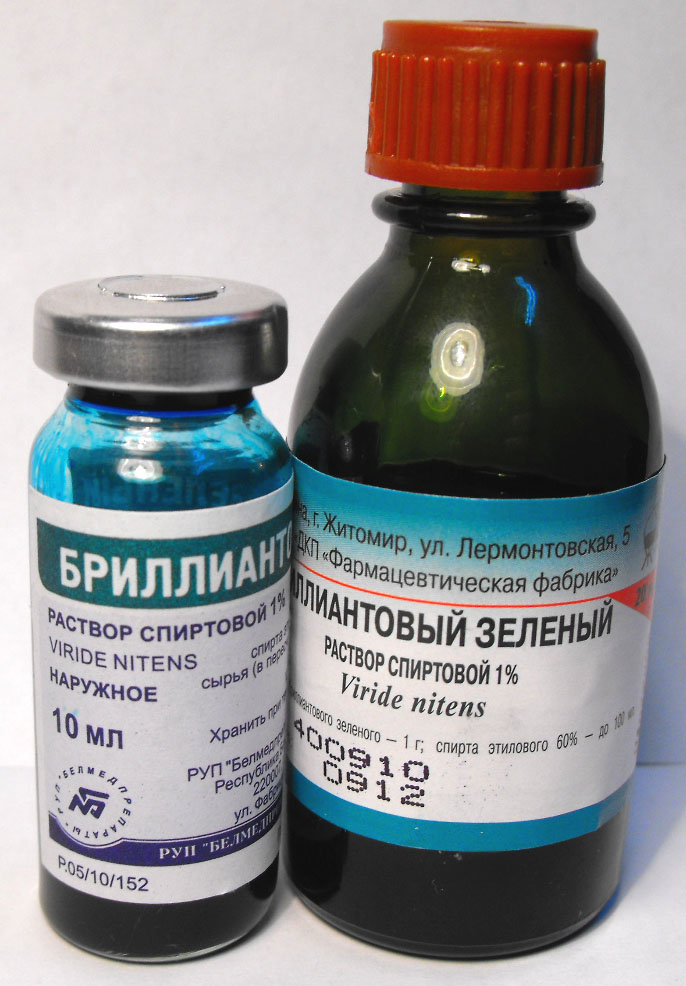
Zelyonka

ブリリアントグリーンは絹やウールの染色に使用されてきた。
術後および外傷後の新しい瘢痕、新生児の臍帯、擦り傷、切り傷、その他の皮膚の完全性に対する侵害の消毒、皮膚の化膿性炎症過程（麦粒腫（barley）、meibomite、眼瞼炎、膿皮症、局所癤、炭疽、ブドウ球菌感染症）の治療に適用がある。これは外用薬で、薬剤は傷害面に塗布され、周囲の健康な組織を保護する。
ロシアとウクライナ（および旧ソビエト連邦の他の地域）では、ブリリアントグリーンの希釈アルコール溶液が外用殺菌剤として販売されており、ラテン語名ではsolutio viridis nitentis spirituosa、ロシア語の口語的にzelyonka（зелёнка、ロシア語）、ウクライナ語ではzelenka（зеленка）としても知られている。
皮膚の治療には、60％アルコールに1％溶解した溶液を使用することができる。0.5％溶液は粘膜や乳幼児に使用される。
ブリリアントグリーンは有機合成における光活性化光触媒である。

## 安全性と毒性
ブリリアントグリーンはグラム陽性菌に有効である。ブリリアントグリーンの主な利点は、ヨウ素などの一般的な防腐剤に比べ、誤って接触しても粘膜を強く刺激しないことである。ソ連の医学教義では「粘膜には使用できない」とされ、少なくとも医療用に製造された典型的な製剤では、眼球傷害や眼科化学熱傷、眼の火傷を引き起こす可能性があると警告されている。
ブリリアントグリーンは飲み込むと嘔吐を引き起こし、摂取すると有毒である。この化合物が眼に接触した場合、重傷になる可能性があり、角膜混濁により両目失明する可能性がある。

## 政治
ロシアや時にはウクライナでは、zelyonkaは政敵を物理的に攻撃するために使われてきた。2016年以降、Alexei Navalny、Igor Kalyapin、リベラル活動家、Nadya Tolokonnikova、Maria Alekhina、Lyudmila Ulitskaya、Ilya Varlamov・Mikhail Kasyanov、Maria Ivanovaなど、ロシア政府に反対する多くの人々がzelyonkaをかけられた。